# 大麻栄町
大麻栄町（おおあささかえまち）とは、北海道江別市の町丁。郵便番号は069-0862。人口は1,259人、世帯数は593世帯（2023年12月1日現在）。丁目の設定のない単独町名である。住居表示は全域で未実施。

## 地理
大麻栄町は函館本線の北西側の地域で、町内に11丁目通が横断し、境界線部に2番通・3番通がある。

## 歴史

### 年表
- 1974年（昭和49年）
  - 11月1日 - 「元野幌」の一部が「大麻栄町」に町名地番変更[5]。

### 町名の変遷
町名の変遷は以下の通りである。
| 実施後   | 実施年月日    | 実施前（各町名ともその一部） |
| -------- | ------------- | ---------------------------- |
| 大麻栄町 | 1974年11月1日 | 元野幌                       |

## 世帯数と人口
2023年（令和5年）12月1日現在の世帯数と人口は以下の通りである。
| 町丁     | 世帯    | 人口    |
| -------- | ------- | ------- |
| 大麻栄町 | 593世帯 | 1,259人 |
| 計       | 593世帯 | 1,259人 |

### 人口の変遷
国勢調査による人口の推移。
| 1995年（平成7年）  | 1,233人 | [ 6 ]  |  |
| 2000年（平成12年） | 1,215人 | [ 7 ]  |  |
| 2005年（平成17年） | 1,140人 | [ 8 ]  |  |
| 2010年（平成22年） | 1,057人 | [ 9 ]  |  |
| 2015年（平成27年） | 1,014人 | [ 10 ] |  |
| 2020年（令和2年）  | 1,206人 | [ 11 ] |  |

### 世帯数の変遷
国勢調査による世帯数の推移。
| 1995年（平成7年）  | 482世帯 | [ 6 ]  |  |
| 2000年（平成12年） | 508世帯 | [ 7 ]  |  |
| 2005年（平成17年） | 487世帯 | [ 8 ]  |  |
| 2010年（平成22年） | 465世帯 | [ 9 ]  |  |
| 2015年（平成27年） | 466世帯 | [ 10 ] |  |
| 2020年（令和2年）  | 522世帯 | [ 11 ] |  |

## 小・中学校の通学区
小・中学校の通学区は以下の通り。
| 町丁     | 字・番地 | 小学校       | 中学校       |
| -------- | -------- | ------------ | ------------ |
| 大麻栄町 | 全域     | 大麻泉小学校 | 大麻東中学校 |

## 施設

### 公共・公的施設
- 認定こども園 あけぼの（大麻栄町11-12）[13]

### 公園
- 青葉公園（大麻栄町15）[14]
- あかしや公園（大麻栄町35-1）[14]
- 大麻栄町緑地（大麻栄町8-9）[14]
- 大麻第1緑地（大麻栄町34-1他）[14]
- 東大麻1号緑地（大麻栄町21-1他）[14]

### 住宅
- 江別市教職員アパートA・B・C（大麻栄町19-3）[15][16][17]

### 企業・店舗
- ゲオ 江別大麻店（大麻栄町8-3）[18]
- 生活衣料館シオン 江別大麻店（大麻栄町8-38）[19]

### 医療・福祉
- 大麻ファミリー歯科（大麻栄町9-13）[20]
- ウルトラ内科小児科クリニック（大麻栄町11-9）[21]

## 交通

### 鉄道
- 鉄道駅は町内には存在しない[22]。最寄り駅は函館本線の大麻駅[22]。
  -  北海道旅客鉄道
    - ■函館本線

### バス
- 町内に ジェイ・アール北海道バス及び北海道中央バスの路線がある[23]。

### 道路
- 一般国道
  - 町内に一般国道は存在しない[24]。

- 一般道道
  - 北海道道626号東雁来江別線[24]

- 都市計画道路
  - 3・3・303 3番通[24][25]
  - 3・4・313 2番通[24][25]
  - 3・4・324 11丁目通[24][25]